# 油胡瓜魚屬
油胡瓜魚屬是胡瓜魚科下的一個屬，包括以下三個種：

## 分类
- 長體油胡瓜魚（Spirinchus lanceolatus）
- 施氏油胡瓜魚（Spirinchus starksi）
- 油胡瓜魚（Spirinchus thaleichthys）